# محمدحسن شریعت سنگلجی
محمّدحسن شریعت سنگلجی (زادهٔ ۱۲۷۱ – درگذشتهٔ ۱۳۲۲ هـ.ش.) روحانی ایرانی و نخستین مروج افکار بازنگری در تشیع و زدودن خرافات از مذهب است. طرفدارانش وی را اصلاحگر و نواندیش دینی می‌نامند و او را با لوتر و کالون مقایسه می‌کنند؛ و مخالفانش او را بدعت‌گذار و کج‌اندیش می‌خوانند. دربارۀ آراء و اقوال و احوال او مقالات بسیاری نوشته شده است. در بعضی از منابع غربی به جای نام وی، به اشتباه، نام جدّش رضاقلی را ذکر کرده‌اند.
وی دایی محمدجواد مشکور است.

## دورهٔ تحصیل
وی تحصیلات خود را ابتدا نزد پدرش شیخ حسن شروع نمود و سپس به مدرسهٔ میرزا زکی وارد شد. آنگاه دوره‌های تکمیلی را نزد علمایی همچون عبدالنبی نوری، میرزا حسن کرمانشاهی، میرزا هاشم اشکوری و فضل‌الله نوری ادامه داد. سپس همراه برادرش عازم نجف شد و مدت چهار سال نزد محمد حسین نائینی و ابوالحسن اصفهانی و ضیاءالدین عراقی به تحصیل علم پرداخت. پس از بازگشت از نجف تحت تأثیر درسهای اسدالله خرقانی به اصلاح‌گری دینی، بازگشت به قرآن و به گفتهٔ خود، به مبارزه با خرافات و بدعت‌های دینی پرداخت.

## موافقان و مخالفان
او به واسطهٔ عقاید خاصی که داشت، مورد حمله روحانیان رسمی در حوزه قرار گرفت و مقالات و انتقادات زیادی در خصوص کتاب‌ها و نظریات وی منتشر گردید.
سید روح‌الله خمینی در کشف‌اسرار نوشت:
...در این میان، چند تن آخوند قاچاق که از علم و تقویٰ یا دست‌کم تقویٰ عاری بودند [را] بنام روحانیت ترویج کردند و با نام اصلاحات برخلاف دین، آنها را بنوشتن و گفتن وادار کردند و کتاب‌های آنها با اجازهٔ ادارهٔ مطبوعات [و] با خرج خود یا کسانی که گول خورده بودند بطبع می‌رسانند و اگر کتابی بر ضد آن نوشته می‌شد، طبع آن را اجازه نمی‌دادند؛ چنانچه کتاب اسلام و رجعت که نوشته شد، یکی از روحانیون قم کتاب ایمان و رجعت را نوشت و دروغ‌پردازی و خیانت‌کاریِ سنگلجی را آفتابی کرد و نگذاشتند طبع شود و اکنون هم خطی موجود است.

## عقاید
عقاید وی ازمیان نوشته‌هایش قابل درک است. در مقدمه کتاب کلید فهم قرآن می‌نویسد:
 «مطالعه قرآن مرا متنبه و آگاه نمود که باید در کتاب خدا و دستور آسمانی تدبر کرد زیرا که فهم دین و عمل به شریعت سیدالمرسلین، موکول است بر تدبر در آیات قرآنی، و قرآن، کتابی است فلسفی و اجتماعی و اخلاقی و حقوقی و نباید به صرف خواندن ظاهر آن قناعت کرد. پس از تدبر در قرآن، به حول و قوه الهی زنجیر تقالید را پاره کرده، پرده تعصبات و موهومات را دریدم و بار گران خرافات را از دوش برانداختم.»
«و جهت دیگر دشمنی اقران و ابناء زمان (با من) این بود که خداوند متعال مرا هدایت به شناختن دین فرمود، دیدم در دین خرافاتی پیدا شده‌است و به قرآن اباطیل و موهوماتی نسبت می‌دهند و در جامعه ما بجای دین اسلام از ادیان باطله و خرافات امم خالیه اصولی و احکامی جایگزین شده‌است که امتیاز میان اسلام و خرافات داده نمی‌شود, هزار گونه شرک و بت‌پرستی باسم دین توحید رونق پیدا کرده و هزار قسم بدعت و خرافت بنام سنت پیغمبر رایج شده‌است و اگر مسلمین به همین طریق پیش بروند و امتیاز میان حقیقت و مجاز داده نشود، هیچ عاقل و درس خوانده‌ای در دین نمی‌ماند.»

## آثار
- توحید عبادت
- کلید فهم قرآن
- اسلام و رجعت
- محوالموهوم
- اسلام و موسیقی